# Supernana (série japonaise)
Pour les articles homonymes, voir Supernana.
Supernana (ななこSOS, Nanako SOS) est un manga de Hideo Azuma prépublié au Japon dans les magazines Popcorn et Just Comic et publié par Kōbunsha entre 1980 et 1985.
Supernana a été adapté en anime par Juzo Tsubota, 39 épisodes de 22 minutes produits par Kokusai Eigasha et réalisés par Akira Shigino ont été diffusés au Japon en 1983. En France, la série a été diffusée à partir de novembre 1989 sur La Cinq dans l'émission Youpi ! L'école est finie.
Depuis le 10 mai 2023, la série est mise en ligne sur la chaîne YouTube TeamKids.

## Synopsis
"Bobo" (en VO : Hiroshi) rencontre une jeune fille amnésique à super-pouvoirs Nana (en VO : Nanako), et parvient à la convaincre de l'assister dans son agence de détectives. Elle y devient Supernana, justicière volante. Mais quel secret cache la petite super-héroïne ?

## Personnages
- Bobo (飯田橋博士, Īdabashi Hiroshi?)
- Ludovic (四谷永一郎, Yotsuya Ei'ichirō?)
- Professeur Yakamové (石川, Dr. Ishikawa?)
- Supernana (ななこ, Nanako?)

## Anime

### Doublage
- Bobo/Hiroshi Īdabashi :  Tōru Furuya (VO) - Annabelle Roux (VF)
- Ludovic/Tomozō Yotsuya : Yuji Mitsuya(VO) - Frédéric Jeanneau (VF)
- Marin : Kōichi Hashimoto (VO)
- Professeur Yakamové : Banjō Ginga (VO) - Jean-Pierre Denys (VF)
- Supernana/Nanako : Reiko Kitō (VO) - Brigitte Lecordier (VF)

### Épisodes
| Ép. no | Titre français                   | Titre japonais                   | Titre japonais                   | Date de 1re diffusion |
| Ép. no | Titre français                   | Kanji                            | Romaji                           | Date de 1re diffusion |
| ------ | -------------------------------- | -------------------------------- | -------------------------------- | --------------------- |
| 01     | L'arrivée de Nana                | 超能力の美少女                   | chounouryoku no bishoujo         | 2 avril 1983          |
| 02     | L'extraterrestre                 | 宇宙豆（そらまめ）の唄が聞こえる | soramame no uta ga kikoeru       |                       |
| 03     | Dracula                          | なやめる吸血少年?!               | nayameru kyuuketu shounen        |                       |
| 04     | Nana et la mafia                 | ボスとななこと機関銃             | bosu to nanako to kikanjuu       |                       |
| 05     | L'exorcisme                      | オリーブは悪魔の匂い             | olive wa akuma no nioi           |                       |
| 06     | La reine des glaces              | 美しき氷の女王                   | utukusiki koori no jo-ou         |                       |
| 07     | Nana miniature                   | 不思議の国のななこ               | fusigi no kuni no nanako         |                       |
| 08     | Concurrence déloyale             | 暴れていいとも!筋肉娘            | abarete iitomo! kin-niku musume  |                       |
| 09     | Le château des chats             | 燃えろ・ショジョ寺拳法           | moero shojoji kenpou             |                       |
| 10     | Nana dans le désert              | アラブより愛をこめて             | Arabu yori ai wo komete          |                       |
| 11     | Nana championne                  | のんびりブッシュマン             | Nonbiri busshuman                |                       |
| 12     | Il faut souffrir pour être belle | ダイエット急行殺人事件           | daietto kyuukou satujin jiken    |                       |
| 13     | Les lunettes de Charlotte        | セーラー服のサウスポー           | sērā fuku no sausupō             |                       |
| 14     | Le fantôme                       | 八ツ仮面村の怪!?                 | yatukamenmura no kai             |                       |
| 15     | Nana a de l'estomac              | ななこの決死圏                   | nanako no kessiken               |                       |
| 16     | Mal de lune                      | オオカミ男だぜい!                | Ookami otoko dazei!              |                       |
| 17     | Le roi du déguisement            | 怪人、百面相の涙                 | kaijin, hyakumensou no namida    |                       |
| 18     | La fugue de Bobo                 | 北の果て物語                     | kita no hate monogatari          |                       |
| 19     | L'île des dinosaures             | 漂流・100万年                    | hyouryū hyaku-man nen            |                       |
| 20     | Le champion timide               | ななこプロレスの味方です         | nanako pororesu no mikata desu   |                       |
| 21     | Nana et l'actrice                | ひと夏の思い出                   | hitonatu no omoide               |                       |
| 22     | La course au trésor              | ななこ、ハリウッドする           | Nanako, hariuddo suru            |                       |
| 23     | Le trésor des papillons          | 南の島の秘宝                     | minami no sima no hihou          |                       |
| 24     | Le royaume d'Ivikan              | 異次元の冒険                     | ijigen no bouken                 |                       |
| 25     | Le concours culinaire            | ななこの料理パラダイス           | nanako no ryouri paradaisu       |                       |
| 26     | La chasse au fantôme             | ななこ売ります                   | Nanako uri masu                  |                       |
| 27     | L'agent secret                   | ななこを愛したスパイ             | Nanako wo ai shita supai         |                       |
| 28     | Le violon                        | わが心のバイオリン               | Waga kokoro no baiorin           |                       |
| 29     | La reine Nana                    | 大混戦!?王女とななこ             | daikonsen!? oujo to nanako       |                       |
| 30     | Un ami pour Nana                 | スーパーボーイ・ななお           | sūpābōi nanao                    |                       |
| 31     | La forteresse mobile             | 危うし!よろずカンパニー          | ayausi! yorozu kanpanī           |                       |
| 32     | Les amoureux de Nana             | いけいけマリンウォーズ           | ike-ike marin wōzu               |                       |
| 33     | Le duel                          | 小倉のプロポーズ大作戦           | ogura no puropōzu daisakusen     |                       |
| 34     | Une mission ratée                | 消えた超能力!?                   | kieta chounouryoku!?             |                       |
| 35     | Coup de foudre                   | 四谷にホレた天才少女!?           | yotuya ni horeta tensai shoujo!? |                       |
| 36     | L'hôpital en carton              | ななこの御見舞い日記             | nanako no omimai nikki           |                       |
| 37     | Le chevalier noir                | 星に願いを                       | hosi ni negai wo                 |                       |
| 38     | La reine du temps                | トキと駆ける美少女               | toki to kakeru bishoujo          |                       |
| 39     | Noël à la montagne               | また会う日まで                   | mata au hi made                  | décembre 1983         |

### Générique
Générique japonais
- opening : Orange no Dancing de Miyuki Takahashi
- ending : Hoshizora Nokutaan de Miyuki Takahashi

Générique français
- Supernana de Claude Lombard